# 楠瀬志保
楠瀬 志保（くすのせ しほ、本名：森野志保、1969年10月23日 - ）はスピードスケート選手。リレハンメル冬季五輪におけるスピードスケート競技スピードスケート女子1000メートルで6位入賞した元オリンピック選手。北海道別海町出身。駒澤大学附属苫小牧高等学校、日本体育大学卒業。
息子の森野太陽もスピードスケート選手。

## 略歴
- 1988年世界ジュニア選手権
- 1989年世界スプリント出場
- 1990年世界スプリント出場
- 1992年佐田建設株式会社へ入社
- 1993年全日本スプリント出場
- 1994年第17回冬季リレハンメルオリンピック　スピードスケート500・1000・1500m出場
- 1998年第18回冬季長野オリンピック　スピードスケート500・1000・1500m出場
- 1998年5月スピードスケート選手を引退
- 1999年北海道別海町教育委員会へ就職、青少年育成指導員として地元子供たちの指導にあたる

## 主な成績
- 1993年 全日本スプリントで橋本聖子の10連覇を阻み優勝する。
- 1988年 世界ジュニア選手権　ソウル　1000m 1位・5000m 4位 総合3位
- 1994年 リレハンメルオリンピック　1000m 6位入賞・1500m 13位・500m 18位
- 1996年 ワールドカップ　カルガリー　1000m日本記録
- 1997年 世界スプリント　ノルウェー　総合4位
- 1998年 長野オリンピック　1000m 11位・500m 12位・1500m 23位

## 執筆
- 楠瀬志保の応援歌 北海道新聞